# ترميم الرباط الصليبي الأمامي
ترميم الرباط الصليبي الأمامي هو زرع طعم جراحيًا لاستبدال الرباط الصليبي الأمامي المتوضع في الركبة لاستعادة وظيفته بعد حدوث إصابة. يمكن إما إزالة الرباط المتمزق (وهو الأشيع) أو المحافظة عليه (إذ يُمرر الطعم داخل الرباط الأصلي المتمزق المُحافظ عليه) قبل إجراء تنظير المفصل. يعد إصلاح الرباط الصليبي الأمامي خيار جراحي أيضًا. يتضمن ذلك إصلاح الرباط من خلال إعادة وصله بدلًا من ترميمه. تشمل المزايا النظرية للإصلاح التعافي الأسرع واجتناب حدوث المراضة في الموقع الذي يُأخذ منه الطعم، لكن التجارب المعشاة المعتمدة على الشواهد والبيانات طويلة الأمد المتعلقة بعودة حصول تمزق بعد الإصلاح باستخدام التقنيات الجراحية المعاصرة غير متوفرة.

## خلفية
الرباط الصليبي الأمامي هو الرباط الذي يحافظ على ثبات الركبة. تعد إصابة الرباط الصليبي الأمامي من الإصابات الشائعة جدًا، خصوصًا لدى الرياضيين. تعد جراحة ترميم الرباط الصليبي الأمامي من المداخلات الشائعة، إذ يعاني 1 من أصل كل 3000 أمريكي من تمزق الرباط الصليبي الأمامي، ويُجرى ما بين 100000 و300000 عملية ترميم سنويًا في الولايات المتحدة. تستهلك إصابات الرباط الصليبي الأمامي حوالي 500 ألف دولار أمريكي من التمويل الذي تقدمه الولايات المتحدة الأمريكية للرعاية الصحية. تصنف إصابة الرباط الصليبي الأمامي بناءً على طبيعة الإصابة إلى الإصابات المباشرة والإصابات غير المباشرة. تحدث الإصابات المباشرة عندما تصطدم الركبة بشخص أو جسم مما يسبب تمزق الرباط. على أية حال، تحدث الإصابات غير المباشرة خلال الحركات التالية: التباطؤ، التوقف المفاجئ أو الهبوط من قفزة. تحدث إصابة الرباط الصليبي الأمامي لدى النساء بشكل أكبر بـ4-6 أضعاف من حصولها لدى الذكور. تمثل إصابات الرباط الصليبي الأمامي ربع إصابات الركبة لدى طلاب المدارس الثانوية. تعد زيادة زاوية Q والتباينات الهرمونية من الأمثلة على التفاوت بين الجنسين في معدلات تمزق الرباط الصليبي الأمامي.

## أنواع الطعوم
تتضمن خيارات الطعوم لترميم الرباط الصليبي الأمامي ما يلي:
- الطعم الذاتي (باستخدام العظام أو الأنسجة المأخوذة من جسم المريض).
- الطعم الخيفي (باستخدام عظام أو أنسجة من جسم آخر، إما جثة أو متبرع حي).
- إصلاح الرباط الصليبي الأمامي المُحسَّن بالجسر (باستخدام سقالة جسرية مُصممة باستخدام الهندسة الحيوية تُحقن بدم المريض).
- طُورت أيضًا الطعوم الصناعية لترميم الرباط الصليبي الأمامي إلا أنه لا يتوفر الكثير من المعلومات حيال متانتها وموثوقيتها.